# Liste der Orte in Heidelberg
Die Liste der Orte in Heidelberg listet die geographisch getrennten Orte (Stadtteile, Dörfer, Weiler, Höfe, Wohnplätze) im Stadtkreis Heidelberg in Baden-Württemberg auf.

## Systematische Liste
Alphabet der Stadtteile mit den zugehörigen Orten.

Karte der Stadtteile Heidelbergs

Die Stadt Heidelberg gliedert sich in folgende Stadtteile:
- Altstadt
- Bahnstadt
- Bergheim
- Boxberg
- Emmertsgrund
- Handschuhsheim
- Kirchheim
- Neuenheim
- Pfaffengrund
- Rohrbach
- Schlierbach
- Südstadt
- Weststadt
- Wieblingen
- Ziegelhausen

## Alphabetische Liste
In Normalschrift erscheinen die Stadtteile, in Kursivschrift Wohnplätze, Höfe und Häuser:
| - Abtei Neuburg - Altstadt - Auf dem Heiligenberg - Auf dem Königstuhl - Bahnstadt - Bergheim - Bierhelderhof - Boxberg - Dachsbuckel-Winzerhof - Dormenackerhof - Emmertsgrund - Fennenbergerhöfe - Gewerbegebiet Rohrbach-Süd - Grenzhof - Handschuhsheim - Hangäckerhöfe - Hasenleiser - Hessenhöfe - Im Neuenheimer Feld - Industriegelände - Kirchheim - Kirchheimer Hof - Kirchheimer Mühle - Kohlhof - Kurpfalzhof | - Landessternwarte Königstuhl - Landschadhöfe - Marienhof - Molkenkur - Neuenheim - Neurott - Ochsenkopf - Orthopädische Klinik - Patrick-Henry-Village - Peterhof - Peterstal - Pfaffengrund - Pleikartsförster Hof - Rohrbach - Schlierbach - Speyererhof, Krankenhaus - Südstadt - Treiberhof - Weststadt - Wieblingen - Ziegelhausen |